# Rufus Gifford
Rufus Gifford (født 5. august 1974) er en amerikansk politiker og diplomat, der fra 2013 til 2017 var ambassadør for USA i Danmark.

## Karriere
Under præsidentvalget i USA 2012 arbejdede Gifford som finansdirektør på Barack Obamas præsidentvalgkampagne..
Efter Laurie S. Fulton stoppede som USAs ambassadør i Danmark, valgte Barack Obama at nominere Gifford til at være den nye ambassadør. Han blev godkendt af Senatet den 1. august 2013, og blev 13 september præsenteret for dronning Margrethe 2. I sin tid som ambassadør blev Gifford et kendt ansigt i både danske aviser, ugeblade og tv, bl.a. takket være to sæsoner af reality-dokumentarserien Jeg er ambassadøren fra Amerika, der blev sendt på ungdomskanalen DR3. I forbindelse med sin afskedsaudiens hos dronningen blev han tildelt Storkorset af Dannebrogordenen for sin indsats som ambassadør.
I 2018 stillede Gifford op ved valget til Repræsentanternes Hus. Han stillede op ved primærvalget for at blive det Demokratiske Partis kandidat i Massachusetts' 3. valgkreds (en), men blev slået af Lori Trahan (en), der sidenhen vandt det egentlige valg.

## Privatliv
Han er født 5. august 1974 i Boston, men voksede op i Manchester-by-the-Sea (en), begge i staten Massachusetts. Efter at have fået en kandidatuddannelse ved Brown University, flyttede han til Hollywood, hvor han var filmproducer og fundraisede penge til filmproduktioner.
Gifford danner par med dyrlægen Stephen DeVincent, som han blev gift med på Københavns Rådhus i 2015.

## Hædersbevisninger
- Storkors (forkortes S.K. og S.K.i diam.)